# ヴィッラフランカ・ティッレーナ
ヴィッラフランカ・ティッレーナ（イタリア語: Villafranca Tirrena, シチリア語: Bàusu）は、イタリア共和国シチリア州メッシーナ県にある、人口約8,400人の基礎自治体（コムーネ）。

## 地理

### 位置・広がり

#### 隣接コムーネ
隣接するコムーネは以下の通り。
- メッシーナ
- サポナーラ

## 行政

### 分離集落
ヴィッラフランカ・ティッレーナには、以下の分離集落（フラツィオーネ）がある。
- Serro, Divieto, Castelluccio, Castello, Calvaruso